# 62-я армия
62-я а́рмия (сокр. 62 А) — оперативное объединение РККА, принимавшее участие в Великой Отечественной войне. Существовала с 10 июля 1942 года по 16 апреля 1943 года. Армия особо отличилась героической обороной Сталинграда.

## История

### Создание
62-я армия была создана в Туле 10 июля 1942 года (директива Ставки ВГК № 994103 от 9 июля 1942 г.) переименованием 7-й резервной армии, с непосредственным подчинением Ставке ВГК.

### Структура
Первоначально в неё входили 33-я гвардейская, 147-я, 181-я, 184-я, 192-я и 196-я стрелковая дивизии, 121-я танковая бригада, артиллерийские и другие части. Место дислокации — Сталинград. С 12 июля 1942 года включена во вновь созданный Сталинградский фронт.
Своеобразие составу 62-й армии придавали сильные отдельные танковые батальоны, в составе 42 танков каждый (21 Т-34 и 21 Т-60). Они были приданы по одному на каждое соединение 62-й армии за исключением 196-й стрелковой дивизии. Ни одна другая армия не имела отдельных танковых батальонов в такой пропорции, по одному на каждую дивизию. Также каждая стрелковая дивизия 62-й армии была усилена истребительно-противотанковым полком (по 20 орудий).
В 62-й армии численность личного состава соединений колебалась от 11 428 человек (196 сд) до 12 903 человек (184 сд) при штатной численности 12 807 человек. Общая численность 62-й армии составляла около 81 тысячи человек.
25 июля оборонявшиеся на направлении главного удара противника 184-я, 192-я стрелковые дивизии, полк 33-й гв. стрелковой дивизии и 40-я танковая бригада были окружены. В результате прорыва немцев к Верхне-Бузиновке был разгромлен штаб 192-й стрелковой дивизии, командир дивизии полковник А. С. Захарченко убит. Для координации действий окружённых соединений в «котёл» был отправлен самолётом начальник оперативного отдела 62-й армии полковник К. А. Журавлёв. Прибыв на место, он установил связь со штабом армии по рации 40-й танковой бригады и уже 25 июля взял управление окружёнными войсками на себя. Так была образована так называемая группа полковника Журавлёва. В её состав вошли 676-й, 662-й, 427-й, 753-й, 294-й и 297-й стрелковые полки, 88-й и 84-й гвардейские стрелковые полки, 616-й артполк, 1177-й и 1188-й истребительно-противотанковые артиллерийские полки, 40-я танковая бригада и 644-й отдельный танковый батальон.
Из окружения вышли 5000 человек и 66 танков. Сам Журавлёв был ранен.

### Преемник
16 апреля 1943 года 62-я армия была преобразована в 8-ю гвардейскую армию, которая по окончании войны входила в состав ГСОВГ (ГСВГ, ЗГВ) и была переформирована в 1992 году в 8-й гвардейский армейский корпус, принявший участие в Первой чеченской войне. 8-й гвардейский армейский корпус расформирован, в свою очередь, в 1998 году.

## Боевые действия
Периоды вхождения в состав Действующей армии:
- 12 июля 1942 года — 5 февраля 1943 года
- 20 марта 1943 года — 5 мая 1943 года

### Бои в излучине Дона
Предшествующие события

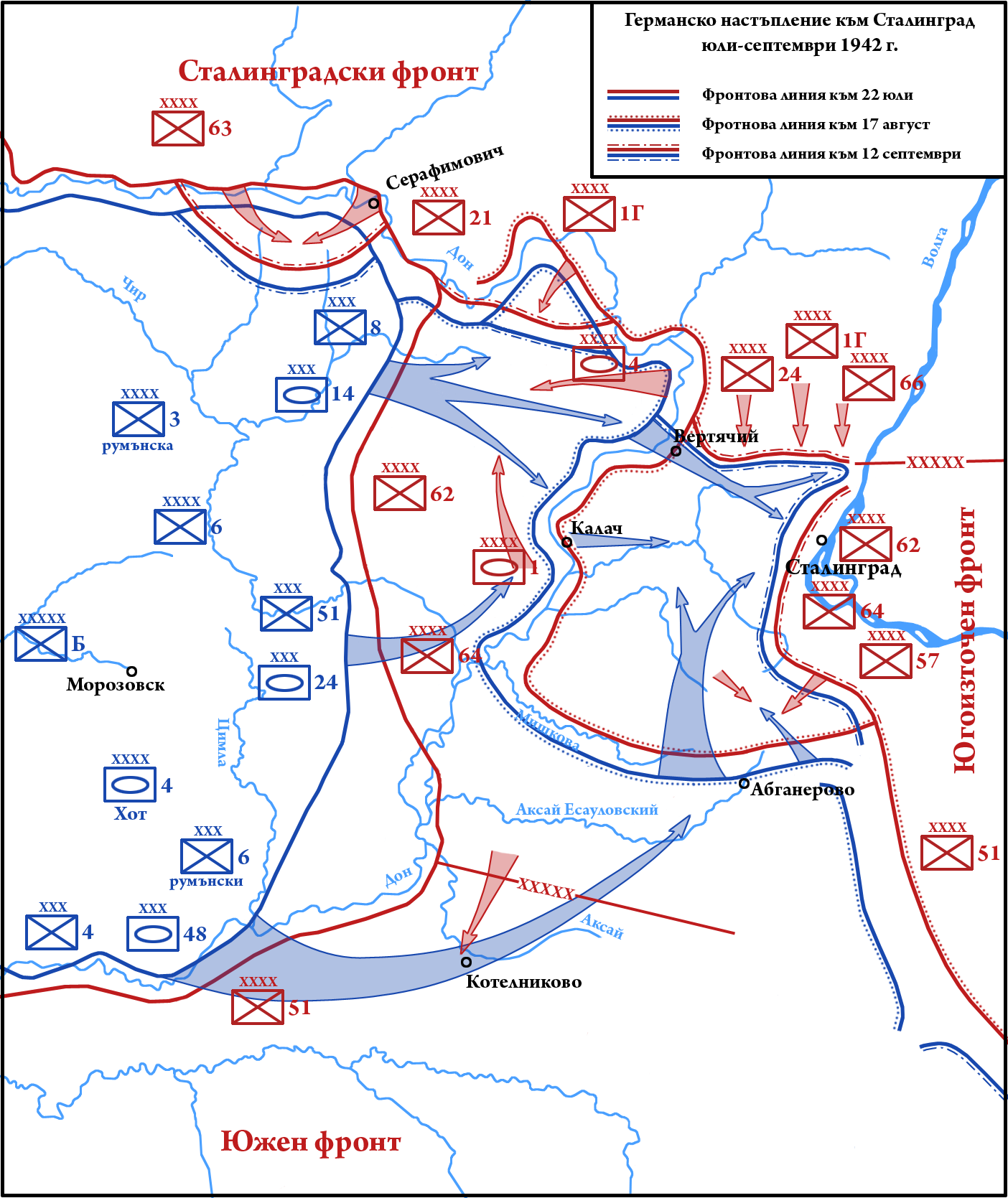
Боевые действия в Большой излучине Дона, конец июля — начало августа 1942 года.

После взятия Воронежа (пал 6 июля 1942) 4-я танковая армия вермахта двинулась в большую излучину Дона; одновременно из района Ворошиловграда по направлению к Волге продвигалась 6-я армия Паулюса. Немецкое наступление создавало угрозу для Сталинграда — крупного промышленного и транспортного узла на Волге. После неудачной обороны Воронежа Сталин отстранил от командования Сталинградским фронтом С. К. Тимошенко и назначил на его место В. Н. Гордова (21 июля). Навстречу противнику в излучину Дона были направлены две армии: 62-я (ком. В. Я. Колпакчи) и 64-я (ком. В. И. Чуйков), усиленные 1-й танковой армией (ком. К. С. Москаленко).
Оборона Калача-на-Дону
В конце июля 1942 года 62-я армия заняла оборону к северо-западу от Калача-на-Дону на рубеже Клетская — Евстратовский — Калмыков-Слепихин — Суровикино протяжённостью более 100 км. 33, 192, 181, 147 и 196-я стрелковые дивизии занимали оборону по фронту, 184-я стрелковая дивизия находилась во втором эшелоне. Командующий армией В. Я. Колпакчи сосредоточил усилия обороны на левом фланге армии, закрывая направление, по которому Калач-на-Дону достигался по кратчайшему расстоянию. Соответственно, уплотнение на левом фланге было достигнуто за счёт растягивания фронта 192-й стрелковой дивизии на правом фланге 62-й армии. Выведенная во второй эшелон 184-я стрелковая дивизия также располагалась за левым крылом 62-й армии, своим фронтом пересекая железную дорогу.

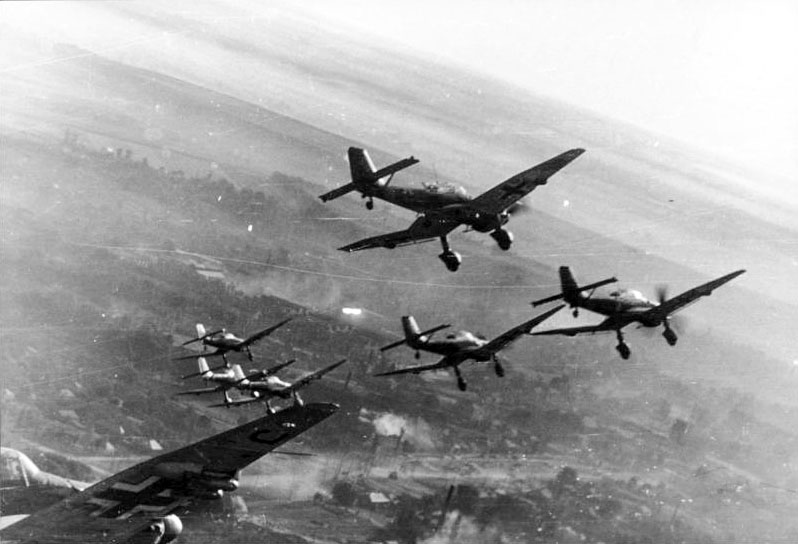
Звено Junkers Ju 87 на Восточном фронте

23 июля немецкие танковые части при поддержке авиации и артиллерии нанесли удар по ослабленному правому флангу 62-й армии и вышли к Дону севернее Калача. Прорыв противника к Дону вызвал тревогу в Ставке. Сталин немедленно отправил А. М. Василевского для усиления командования на месте. Ставка требовала от командования Сталинградским фронтом отбросить противника от Дона до рубежа р. Чир. Однако две стрелковые дивизии и танковая бригада 62-й армии были окружены, положение армии на южном фланге также оказалось под угрозой, поскольку не до конца сформированная 64-я армия Чуйкова также подверглась удару противника (25-26 июля). Перед Гордовым и Василевским встала задача спасения 62-й армии. Василевский предложил нанести контрудар силами 1-й (Москаленко) и 4-й (ком. В. Д. Крючёнкин) танковых армий.
Контрудар РККА
По плану Василевского и Гордова 1-я ТА должна была в ночь на 28-е июля начать наступление от Калача-на-Дону во фланг прорвавшейся группировки противника в направлении Верхней Бузиновки и далее на Клетскую. 4-я ТА — наступать в направлении х. Верхне Голубого и далее на Верхнюю Бузиновку, где соединиться с 1-й ТА. Одновременно в 3-00 27 июля 21-я армия (ком. ген.майор М. М. Данилов) должна была нанести удар с севера на Клетскую в тыл 8-й армейского корпуса вермахта, угрожавшего левому флангу 62-й армии. Василевский полагал, что иного выхода нет, хотя 1-я и 4-я танковые армии были лишь остатками Юго-восточного фронта, не полностью восстановленными после катастрофы под Харьковом. Всего для контрудара было сосредоточено три танковых корпуса и две танковые бригады — примерно 550 танков, более половины из которых составляли Т-34 и КВ-1. Авиационное прикрытие выполняла 8-я воздушная армия (ком. — Т. Т. Хрюкин). При этом приказы начальнике штаба фронта Д. Н. Никишова командованию 62-й и 64-й армий были недостаточно ясными и содержали нечеткие указания расположения наступающих танковых корпусов: «Ищите их между Лиской и Доном».
На рассвете 7 августа XIV и XXIV танковые корпуса вермахта при массированной поддержке штурмовой авиации люфтваффе прорвали советскую линию фронта с севера и юга от Калача-на-Дону (см. карту). Танковые клинья сошлись юго-западнее Калача; основная часть 62-й армии (восемь стрелковых дивизий) попала в окружение. Подошедшие части 51-го армейского корпуса начали уничтожение окруженных советских дивизий. К 11 августа в плен попало около 50 тыс. советских солдат; немцы заявили об уничтожении тысячи советских танков и 750 орудий

### Сталинградская битва

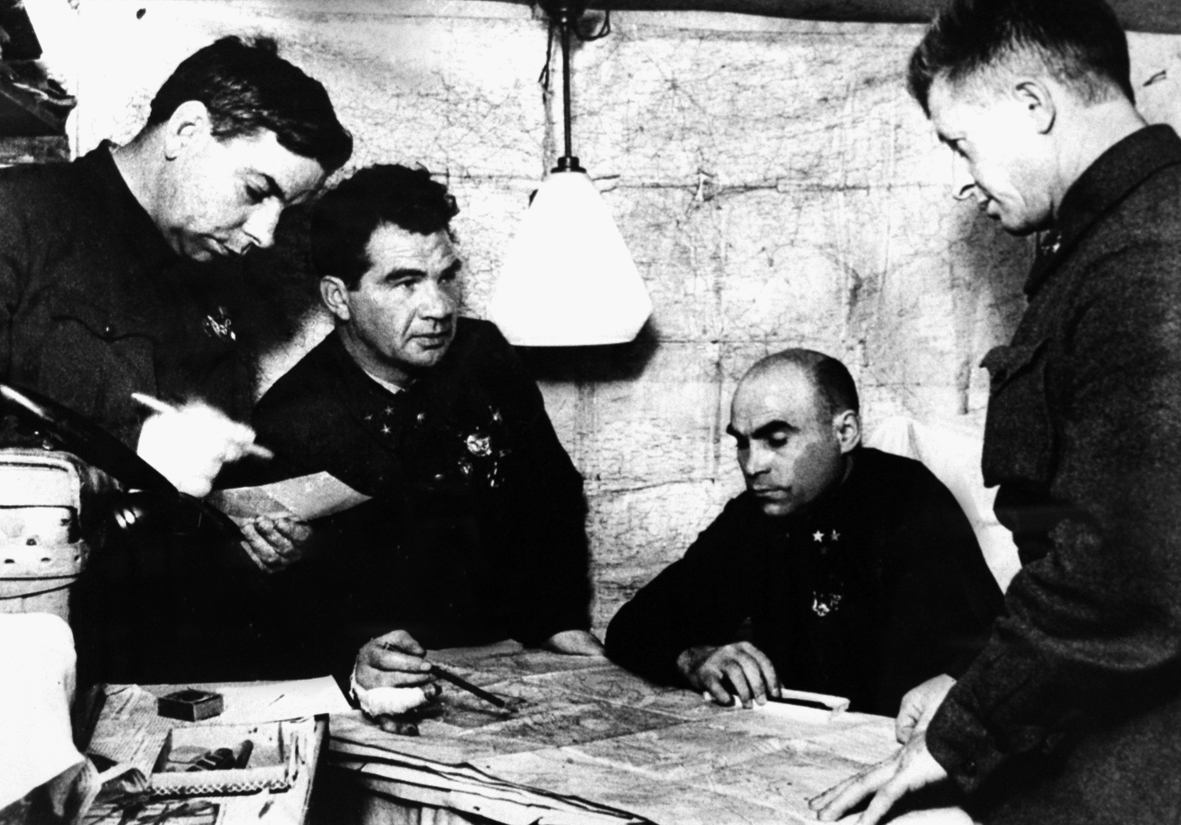
Командный пункт 62-й армии: начальник штаба армии Н. И. Крылов, командующий армией В. И. Чуйков, член Военного совета К. А. Гуров, командир 13-й гв. сд А. И. Родимцев, декабрь 1942 года.

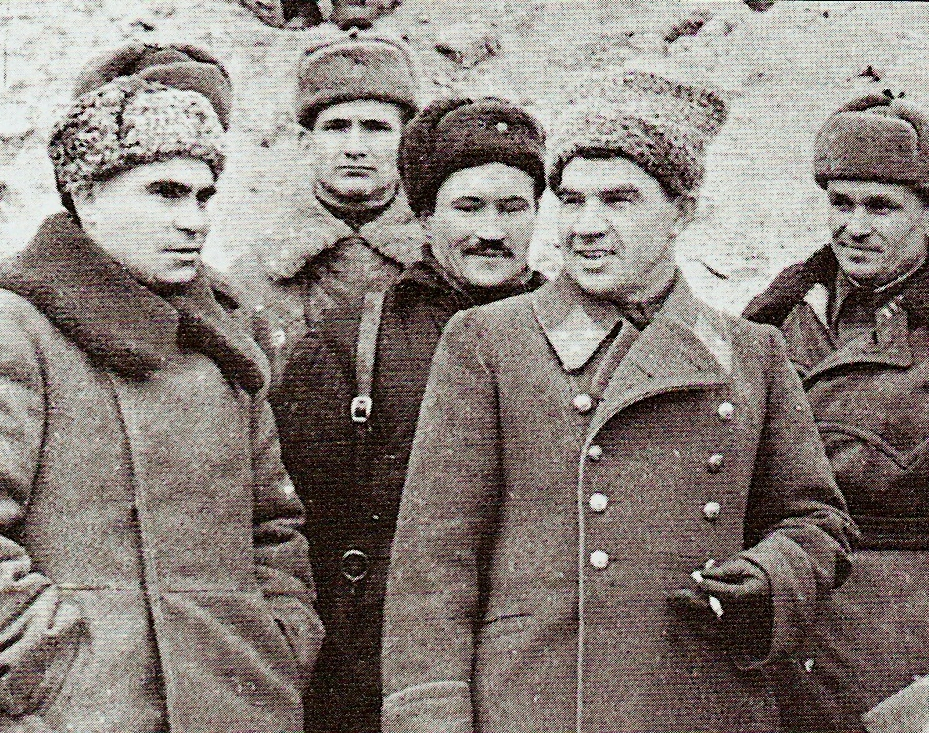
Член военного совета 62-й армии К. А. Гуров и командующий 62-й армией В. И. Чуйков. Сталинград.

- К середине августа остатки армии заняли оборону по внешнему оборонительному обводу Сталинграда от Вертячего до Ляпичева и продолжали вести упорные бои.
- 30 августа, после прорыва внешнего обвода и выхода вермахта севернее Сталинграда была передана Юго-Восточному фронту.
- 2 сентября 62 армия отступила на внутренний оборонительный обвод Сталинграда и закрепились на рубеже Рынок, Орловка, Гумрак, Песчанка;
- С 13 сентября войска армии в течение более двух месяцев вели крайне ожесточённые оборонительные бои в самом Сталинграде. К концу оборонительной операции они удерживали лишь район севернее тракторного завода, остров Людникова в нижнем посёлке завода «Баррикады», отдельные цехи завода «Красный Октябрь» и несколько кварталов в центре города.

Чтобы облегчить положение 62-й армии, 19 октября 1942 года (понедельник) из района севернее города перешли в наступление войска Донского фронта. Генералу Рокоссовскому ставились решительные задачи: прорвать оборону, противника, соединиться с войсками Сталинградского фронта, «истребить вражескую группировку, прорвавшуюся к реке Волге».

В октябре в Сталинград по решению Ставки было переправлено через Волгу более шести доукомплектованных дивизий, так как от старого состава 62-й армии, по сути дела, ничего не осталось, кроме тылов и штабов.
— Четырежды Герой Советского Союза  Маршал Советского Союза  Жуков Г.К.  Воспоминания и размышления.3-е издание.Том 2.   -  М.: издательство Агентство печати новости , 1978. С.81.
С началом Сталинградской стратегической наступательной операции армия продолжала вести бои в Сталинграде, сковывая силы противника, и одновременно готовилась к переходу в наступление. 1 января 1943 г. армия была передана Донскому фронту и в его составе участвовала в операции по ликвидации окружённой под Сталинградом группировки немецких войск. После завершения Сталинградской битвы с 6 февраля входила в группу войск под командованием генерал-лейтенанта К. П. Трубникова (с 27 февраля Сталинградская группа войск), находившуюся в резерве Ставки ВГК. В марте-апреле в составе Юго-Западного фронта (с 20 марта) участвовала в строительстве фронтового оборонительного рубежа на левом берегу Оскола.

## Подчинение
- Непосредственное подчинение Ставке Верховного Главнокомандования, 10.07.1942 — 12.07.1942.
- Сталинградский фронт, с 12.07.1942 (директива Ставки ВГК № 994112 от 12 июля 1942 г., ЦАМО, ф. 48-А, оп. 1640, д. 180, л. 6. Подлинник.).
- Донской фронт, с 30.09.1942 (В связи с возросшей шириной полосы обороны (около 800 км) Сталинградский фронт 7 августа 1942 г. разделён на Сталинградский (63, 21, 62-я армии, 4-я танковая, 16-я воздушная армии) и Юго-Восточный, а 10 августа Сталинградский фронт подчинён командующему войсками Юго-Восточного фронта. Директивой от 28 сентября 1942 г. Ставка ВГК упразднила единое командование Юго-Восточного и Сталинградского фронтов и 30 сентября 1942 г. переименовала Сталинградский фронт в Донской, а Юго-Восточный — в Сталинградский).

## Состав
Первоначально в неё входили:
- 33-я гвардейская стрелковая дивизия
- 147-я стрелковая дивизия
- 181-я стрелковая дивизия
- 184-я стрелковая дивизия
- 192-я стрелковая дивизия
- 196-я стрелковая дивизия
- 121-я танковая бригада
- 644-й отдельный танковый батальон
- 645-й отдельный танковый батальон
- 648-й отдельный танковый батальон
- 649-й отдельный танковый батальон
- 650-й отдельный танковый батальон
- 651-й отдельный танковый батальон
- 508-й лёгкий артиллерийский полк РГК
- 552-й лёгкий артиллерийский полк РГК
- 555-й лёгкий артиллерийский полк РГК
- 614-й лёгкий артиллерийский полк РГК
- 881-й лёгкий артиллерийский полк РГК
- 1103-й пушечный артиллерийский полк РГК
- 1105-й пушечный артиллерийский полк РГК (с 30.07.1942)
- 1158-й пушечный артиллерийский полк РГК
- 1177-й лёгкий артиллерийский полк РГК
- 1183-й лёгкий артиллерийский полк РГК
- 1185-й лёгкий артиллерийский полк РГК
- 1186-й лёгкий артиллерийский полк РГК
- 44-й понтонно-мостовой батальон[9] (с 23.08.1942)
- четыре дивизиона бронепоездов (восемь БЕПО)
- четыре полка курсантских училищ
- ряд других соединений и частей

- 79-й пограничный полк ПВ НКВД, находясь в оперативном подчинении штаба войск НКВД по охране тыла, нёс службу заграждения в тылу 62-й армии[10].

### Состав армии на 13 сентября 1942 года
- 13-я гвардейская стрелковая дивизия
- 33-я гвардейская стрелковая дивизия
- 35-я гвардейская стрелковая дивизия
- 87-я стрелковая дивизия
- 95-я стрелковая дивизия
- 98-я стрелковая дивизия
- 112-я стрелковая дивизия
- 131-я стрелковая дивизия
- 196-я стрелковая дивизия
- 229-я стрелковая дивизия
- 244-я стрелковая дивизия
- 315-я стрелковая дивизия
- 399-я стрелковая дивизия
- 10-я стрелковая бригада
- 38-я стрелковая бригада
- 42-я стрелковая бригада
- 115-я стрелковая бригада
- 124-я отдельная стрелковая бригада
- 129-я стрелковая бригада
- 149-я отдельная стрелковая бригада
- 23-й танковый корпус
- 20-я истребительная бригада
- 115-й укреплённый район
- 12 артиллерийских и миномётных полков, в числе которых:
  - 85-й гвардейский гаубичный артиллерийский полк
  - 92-й гвардейский миномётный полк

При этом 33-я гвардейская, 87-я и 229-я стрелковые дивизии находились на укомплектовании, а 131-я и 399-я стрелковые дивизии находились во втором эшелоне армии. В конце сентября 1942 года в состав армии вошла 39-я гвардейская стрелковая дивизия.

### Состав на 20 ноября 1942 года
| - 13-я гвардейская стрелковая дивизия - 34-й гвардейский стрелковый полк - 39-й гвардейский стрелковый полк - 42-й гвардейский стрелковый полк - 32-й гвардейский артиллерийский полк - 8-й инженерный батальон - 4-й отдельный гвардейский истребительно-противотанковый дивизион - 14-я разведывательная рота - 139-й батальон связи - 12-я рота химической защиты - 11-я автотранспортная рота - 17-я полевая хлебопекарня - 15-й медико-санитарный батальон - 2-й ветеринарный госпиталь - 37-я гвардейская стрелковая дивизия - 109-й гвардейский стрелковый полк - 114-й гвардейский стрелковый полк - 118-й гвардейский стрелковый полк - 86-й гвардейский артиллерийский полк - 39-я гвардейская стрелковая дивизия - 112-й гвардейский стрелковый полк - 117-й гвардейский стрелковый полк - 120-й гвардейский стрелковый полк - 87-й гвардейский артиллерийский полк - 45-я стрелковая дивизия - 10-й стрелковый полк - 61-й стрелковый полк - 253-й стрелковый полк - 178-й артиллерийский полк - 95-я стрелковая дивизия - 90-й стрелковый полк - 161-й стрелковый полк - 241-й стрелковый полк - 57-й артиллерийский полк - 112-я стрелковая дивизия - 385-й стрелковый полк - 416-й стрелковый полк - 524-й стрелковый полк - 436-й артиллерийский полк - 138-я стрелковая дивизия - 344-й стрелковый полк - 650-й стрелковый полк - 768-й стрелковый полк - 295-й артиллерийский полк | - 193-я стрелковая дивизия - 685-й стрелковый полк - 883-й стрелковый полк - 895-й стрелковый полк - 384-й артиллерийский полк - 284-я стрелковая дивизия - 1043-й стрелковый полк - 1045-й стрелковый полк - 1047-й стрелковый полк - 820-й артиллерийский полк - 308-я стрелковая дивизия - 339-й стрелковый полк - 347-й стрелковый полк - 351-й стрелковый полк - 1011-й артиллерийский полк - Приданы 62-й армии: - 42-я стрелковая бригада - 92-я стрелковая бригада - 115-я стрелковая бригада - 124-я стрелковая бригада - 149-я стрелковая бригада - 160-я стрелковая бригада - 84-я танковая бригада - 200-й танковый батальон - 201-й танковый батальон - 506-й отдельный танковый батальон 235-й танковой бригады - 266-й пушечный артиллерийский полк - 457-й пушечный артиллерийский полк - 1103-й пушечный артиллерийский полк - 397-й истребительно-противотанковый артиллерийский полк - 499-й истребительно-противотанковый артиллерийский полк - 502-й истребительно-противотанковый артиллерийский полк - 141-й миномётный полк (без одного дивизиона) - 19-й гвардейский миномётный полк - 51-й гвардейский миномётный полк - 83-й гвардейский миномётный полк - 89-й гвардейский миномётный полк - 92-й гвардейский миномётный полк - 223-й зенитный артиллерийский полк - 242-й зенитный артиллерийский полк - 326-й отдельный инженерный батальон - 327-й отдельный инженерный батальон |

## Командный и начальствующий состав

### Командующие
За два месяца боёв на подступах к Сталинграду летом 1942 года сменилось трое командующих армией:
- Колпакчи, Владимир Яковлевич (10 июля — 2 августа 1942), генерал-майор[i]
- Лопатин, Антон Иванович (3 августа — 5 сентября 1942), генерал-лейтенант
- Крылов, Николай Иванович (6 сентября — 9 сентября 1942), генерал-майор
- Чуйков, Василий Иванович (10 сентября 1942 — 16 апреля 1943), генерал-лейтенант[12]

### Заместители командующего
- Крылов, Николай Иванович (19 августа 1942 — 5 сентября 1942, 12 сентября 1942 — 16 апреля 1943), генерал-майор
- Баринов, Иосиф Фёдорович, генерал-майор

### Члены Военного совета
- Гуров, Кузьма Акимович (14 июля 1942 — 27 февраля 1943), дивизионный комиссар, с 6 декабря 1942 генерал-лейтенант
- Лебедев, Виктор Матвеевич (10 июля 1942 — 16 апреля 1943), секретарь Молотовского ГК ВКП(б), с 5 декабря 1942 полковник[12][13]

### Начальники штаба
- Москвин, Николай Афанасьевич (9 июля — 26 августа 1942), генерал-майор
- Ласкин, Иван Андреевич (26 августа — 3 сентября 1942), полковник, с 14 октября 1942 генерал-майор
- Камынин, Сергей Михайлович (3 — 10 сентября 1942), полковник
- Крылов, Николай Иванович (10 сентября 1942 — 17 марта 1943), генерал-майор[12]

### Начальник политического отдела
- Васильев, Иван Васильевич (10 июля 1942 — 16 апреля 1943), бригадный комиссар, с 23 января 1943 генерал-майор[13]

### Начальники АБТО армии, заместители командующего армии по т/в
- Михайлов, Платон Юрьевич, (00.05.1942 — 08.08.1942 ранен), полковник
- Лавриненко, Матвей Илларионович, (17.07.1942 — 14.01.1943), полковник
- Волконский, Василий Тихонович, (20.10.1942 отозван в распоряжение ГАБТУ), полковник
- Лебеденко, Пётр Павлович, (на 11.42 отозван, к обязанностям не приступал), полковник
- Вайнруб, Матвей Григорьевич, (31.10.1942 — 03.02.1943), полковник

Начальник штаба АБТО армии
- Ронговой, Александр (в июле 1942 ранен), капитан
- Семенюк, Михаил Андреевич (15.08.1942 — 28.10.1942), полковник
- Попов, Михаил Иванович, (28.10.1942 — 01.12.1942), подполковник

### Начальник инженерных войск
- Косенко, Василий Семёнович (1942 — 1943),  генерал-майор технических войск

## Герои Советского Союза
- Болото, Пётр Осипович, гвардии младший сержант, первый номер противотанкового ружья 84-го гвардейского стрелкового полка 33-й гвардейской стрелковой дивизии. Указ Президиума Верховного Совета СССР от 5.11.1942 года.
- Герасимов, Иннокентий Петрович, политрук, военный комиссар роты противотанковых ружей 101-го гвардейского стрелкового полка 35-й гвардейской стрелковой дивизии. Указ Президиума Верховного Совета СССР от 5.11.1942 года.
- Зайцев, Василий Григорьевич, младший лейтенант, снайпер 1047-го стрелкового полка 284-й стрелковой дивизии. Указ Президиума Верховного Совета СССР от 22.02.1943 года.
- Ибаррури, Рубен Руис, гвардии старший лейтенант, командир пулемётной роты отдельного стрелкового учебного батальона 35-й гвардейской стрелковой дивизии. Указ Президиума Верховного Совета СССР от 22.08.1956 года.
- Павлов, Яков Федотович, гвардии старший сержант, командир пулемётного отделения 42-го гвардейского стрелкового полка 13-й гвардейской стрелковой дивизии. Указ Президиума Верховного Совета СССР от 27.06.1945 года.
- Хачин, Георгий Андреевич, старший сержант, наводчик орудия отдельного истребительно-противотанкового дивизиона 149-й отдельной стрелковой бригады. Указ Президиума Верховного Совета СССР от 8.02.1943 года.[14][15]

## Отзывы об армии
«Шестьдесят вторая славно послужила Отчизне. Она была сформирована в сорок втором году, боевое крещение получила под Сталинградом. В неё влились некоторые части, уже побывавшие в бою, её пополнили новички очередного призыва. По существу, необстрелянной, не имея серьёзного боевого опыта, она была брошена в июле месяце в донское и сталинградское пекло. Если сегодня, восстанавливая её боевой путь, мы присмотримся к картам, на которых расчерчены схемы боёв на дальних и ближних подступах к Сталинграду, то увидим, что 62-я армия несла главные тяготы по обороне и защите города. Чёрные стрелы рассекают карту. Под их ударами гнётся и рвётся линия фронта. Веером разбросаны наши отходящие войска. 62-я неуклонно склоняется к Сталинграду под давлением превосходящих сил противника, контратакуя, задерживая и сдерживая его напор. Она не бежит, она не отступает, она отходит, враг как бы вдавливает её в Сталинград. В Сталинграде, выполняя веление Родины, она стояла насмерть. Последний рубеж обороны не сдан ею.

Отныне начинается новая её жизнь, жизнь гвардейской армии, подготовленной и предназначенной для наступления».
— 

## Память

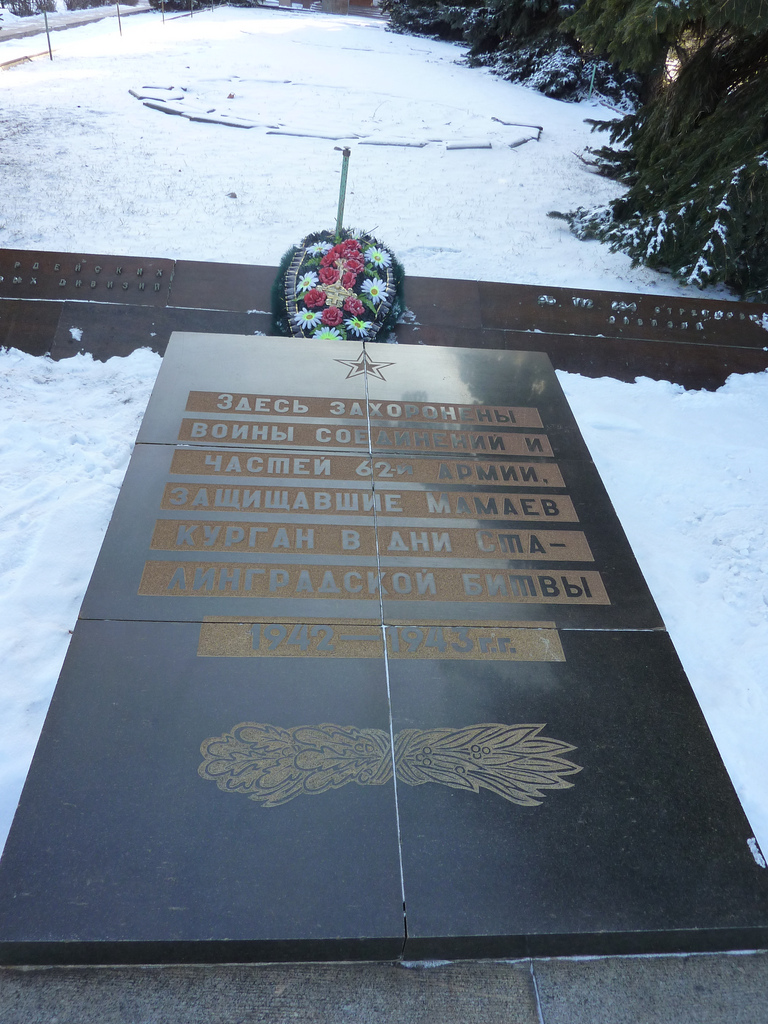
Место захоронения воинов 62-й армии на Мамаевом кургане

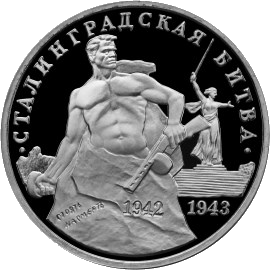
Памятная монета «50-летие Победы на Волге»

- Памятник «Линия обороны 62-й армии»
- Плита на братской могиле на Мамаевом кургане (илл.)
- Набережная имени 62-й армии в Волгограде.
- Памятник защитникам элеватора в Волгограде[17].
- Мемориальная доска на Шерпенском плацдарме (Республика Молдова).
- Мемориальный комплекс Солдатское поле.

### Расположение на местности
1. ↑  Karpovka:48°42′17″ с. ш. 43°58′36″ в. д.HGЯO

### Комментарии
1. ↑  Примерно соответствует штатному составу одного стрелкового полка
2. ↑  Город, носивший имя Сталина представлял очевидный идеологический интерес как для немецкого, так и для советского руководства.
3. ↑  Сформированы на основе резервных армий 7-й и 1-й, соответственно
4. ↑  До 10 августа штаб армии находился на правом берегу Дона вблизи Калача-на-Дону, после — за Доном в пос. Карповка[3][Locations 1]
5. ↑  В июне 1942 года Василевский был назначен начальником Генштаба взамен заболевшего Б. М. Шапошникова. В 1942 году регулярно выезжал на фронты для оперативного разрешения кризисных ситуаций
6. ↑  На 24 июля армии имели следующий состав. 1-я ТА: 13-й и 28-й танковые корпуса (тк), 158-я танковая бригада (тб) и 131-я стрелковая дивизия (сд); 4-я ТА: 22-й и 23-й тк,  18-я сд, 133 тб и артиллерийский полк. В 1942 году танковый корпус РККА примерно соответствовал танковой дивизии вермахта, танковая бригада РКККА — танковому полку вермахта
7. ↑  с 24 июля по 9 сентября 1942 года — начальник штаба Сталинградского фронта
8. ↑  Немецкая оценка числа уничтоженных советских танков считаются несколько преувеличенными.[8] .
9. ↑  Был снят с должности командующего армией по требованию командующего Сталинградским фронтом В. Н. Гордова. Вскоре (28 сентября) был снят сам Гордов и действия Колпакчи были признаны соответствующими сложившейся обстановке. Новое назначение получил без понижения в должности.

### Сноски
1. ↑  Документы и материалы 1942 год, 1996, Директива Ставки ВГК № 994103 командующим 7, 5, 1-й резервными армиями, войсками Юго-Западного и Южного фронтов о переименовании армии. 9 июля 1942 г. // ЦАМО. Ф. 48а. Оп. 3408. Д. 71. Л. 483. Подлинник, с. 297.
2. ↑  СВЭ, 1976, Шестьдесят вторая армия, с. 511—512.
3. ↑  Крылов, 1979, с. 10.
4. 1 2  Erickson, 2003, с. 364.
5. 1 2  Erickson, 2003, с. 365.
6. ↑  Erickson, 2003, с. 367.
7. ↑  stalingrad.net webpage.
8. ↑  Beevor, p. 95.
9. ↑  Пономарёв А. А. Совершенствование инженерного обеспечения боевых действий войск Красной Армии в битвах под Москвой и Сталинградом Архивная копия от 1 ноября 2016 на Wayback Machine // Военно-политическое обозрение, 20.02.2013.
10. ↑  Паджев М. Г. Через всю войну (записки пограничника). — М.: Политиздат, 1972. — С. 251.
11. ↑  Russian Forces Stalingrad Area 20 November 1942 (Start of the Soviet Stalingrad Counteroffensive) (англ.). United States Army Combined Arms Center. Дата обращения: 7 октября 2023. Архивировано 7 октября 2023 года.
12. 1 2 3  Белобородов, 1963, 62-я армия, с. 516.
13. 1 2  Жерздев, 1968, 62-я армия, с. 73.
14. ↑  Герои Советского Союза, 1987.
15. ↑  Герои Советского Союза, 1988.
16. ↑  Чуйков, 1972, с. 37—38.
17. ↑  Памятники и достопримечательности Волгограда. Дата обращения: 17 ноября 2013. Архивировано из оригинала 24 ноября 2012 года.